# Лясоциці (Опольське воєводство)
Лясоциці (пол. Lasocice, нім. Lassoth) — село в Польщі, у гміні Ламбіновиці Ниського повіту Опольського воєводства.
Населення — 476 осіб (2011).

## Демографія
Демографічна структура станом на 31 березня 2011 року:
|          | Загалом | Допрацездатний вік | Працездатний вік | Постпрацездатний вік |
| -------- | ------- | ------------------ | ---------------- | -------------------- |
| Чоловіки | 218     | 35                 | 159              | 24                   |
| Жінки    | 258     | 60                 | 147              | 51                   |
| Разом    | 476     | 95                 | 306              | 75                   |